# Slowly (álbum de Luis Eduardo Aute)
Slowly (en español: Lentamente) es el decimoséptimo álbum de estudio del cantautor Luis Eduardo Aute.
Producido por Suso Saiz, fue editado por BMG Ariola. El disco se grabó en los Estudios Trak y La Nave de Madrid entre julio y agosto de 1992, y fue publicado ese mismo año en España en formato disco de vinilo de nueve canciones y un disco compacto que incluía dos temas extra: "La locura que todo lo cura" y "Jaques" (sobre el cantautor belga Jacques Brel).

## Lista de canciones
Todas las canciones escritas y compuestas por Luis Eduardo Aute. 
| Slowly |                                                          |          |  |
| N.º    | Título                                                   | Duración |  |
| 1.     | «Animal»                                                 | 4:33     |  |
| 2.     | «Prodigios»                                              | 5:33     |  |
| 3.     | «L'amour avec toi»                                       | 5:06     |  |
| 4.     | «La locura que todo lo cura»                             | 5:42     |  |
| 5.     | «Slowly»                                                 | 5:28     |  |
| 6.     | «Jacques»                                                | 4:16     |  |
| 7.     | «Hafa café»                                              | 4:16     |  |
| 8.     | «Con un beso por fusil»                                  | 4:47     |  |
| 9.     | «De tripas‚ corazón»                                     | 5:10     |  |
| 10.    | «¿Quién eres tú?»                                        | 5:40     |  |
| 11.    | «Enamorarse o morir» (Texto al final de Dante Alighieri) | 5:10     |  |

## Personal
- Guitarra acústica de 12 cuerdas, Guitarra clásica, Teclados, Programación, Guitarra acúsica, Guitarra eléctrica – Suso Saiz[2]
- Arreglos – Suso Sáiz
- Ilustraciones, Fotografía – Fernando Suárez
- Contrabajo – Victor Merlo
- Batería, Percusión – Tino Di Geraldo
- Guitarra eléctrica, Guitarra clásica – Gonzalo Lasheras
- Ingenieros – José Luis Crespo, José Peña, Juan Ignacio Cuadrado
- Fotografía – Maritchu
- Técnico – Francisco Gude
- Voces – Santiago Feliú (pista 1)
- Voces – L.E. Aute, Suso Saiz
- Guitarra acústica – Luis Mendo (pistas 4, 9 y 11)
- Piano – Eduardo Laguillo (pista 6)
- Piano – Ricard Rauet (pista 11)
- Saxofón – Javier Paxariño (pista 11)
- Ney – Javier Paxariño (pista 7)
- Letras, Arreglos – Luis Eduardo Aute